# Алектра Блу
Алектра Блу (на английски: Alektra Blue) е американска порнографска актриса, модел и екзотична танцьорка.

## Ранен живот
Родена е на 9 юни 1983 г. в град Финикс, щата Аризона, САЩ, но израства в Далас, Тексас. В училище се изявява като мажоретка. Първата ѝ работа е като рецепционистка на фитнес център, след което е барманка в Тексас.

## Кариера
Започва порнографската си кариера през януари 2005 г., на 21-годишна възраст, след като е поканена от своята дългогодишна приятелка и също порноактриса Тейрин Томас, която ѝ се обажда и ѝ казва, че това е добре платена работа и винаги може да се откаже, ако не ѝ харесва. Алектра споделя в интервю за xrentdvd.com, че никога не е работила като стриптизьорка, но е била пристрастена към секса и бързо е успяла да се настрои към професията на порноактриса.
За изпълненията през първата си година в порноиндустрията Блу печели наградата на F.A.M.E. за любима звезда новобранец на годината (2006 г.) и номинация за AVN награда за най-добра нова звезда (2007 г.).
Избрана е за Пентхаус любимка за месец април 2008 г. Същата година сключва договор с продуцентската компания „Уикед Пикчърс“.
Алектра, заедно с Джесика Дрейк и Кейлани Лей, играе главна роля във филма „Хоризон“ (2011 г.) на режисьора Сам Хейн. Прожекция на филма се състои в Калифорнийския университет в Санта Барбара, организирана от преподавателката проф. д-р Констанс Пенли, а Алектра, Джесика и Кейлани се срещат със студентите и отговарят на техни въпроси.
През месец февруари 2013 г. в радио шоу Алектра обявява, че вече не е част от компанията „Уикед Пикчърс“, свободен агент е и иска да създаде своя собствена продуцентска компания и да започне да режисира.
През май същата година подписва ексклузивен тримесечен договор с компанията „Брейзърс“.
Има фотосесии за еротични списания като „Чери“, „Хъслър“, „Клуб“, „Дженезис“, „Пентхаус“ и др.

## Мейнстрийм изяви
През 2010 г. Алектра Блу, заедно с друга порноактриса – Джесика Дрейк, се снима във видеоклипа на песента Telephone на Лейди Гага и Бионсе.
Участва в организацията за закрила на животните Anti-fur organization Glamour Against the Murder of Animals (G.A.M.A), както и е член на асоциацията Free Speech Coalition, която има за цел да се противопоставя на приемането и изпълнението на закони, цензуриращи и ограничаващи порно индустрията, а също и да се бори с пиратството в интернет в областта на порнографията. През март 2010 г. тя участва заедно с други порноактьори в порицаваща интернет пиратството социална реклама на Коалицията за свободно слово.
През октомври 2012 г. се включва в отбора на „Уикед Пикчърс“ за набирането на финансови средства за борба с ХИВ вируса и синдрома на придобитата имунна недостатъчност и участва в благотворителното шествие в Лос Анджелис заедно с порноактьорите Джесика Дрейк, Кортни Кейн, Бранди Анистън, Кейлани Лей, Сторми Даниълс, Кени Стайлс, Брад Армстронг и други. По време на шествието всички в отбора на Уикед изразяват своето недоволство срещу задължителната употреба на кондоми при снимането на порнографски филми, като носят тениски с протестен надпис.

## Личен живот
Алектра Блу се омъжва за порноактьора и режисьор Пат Майн и докато са женени снима филми само с него. По-късно обаче двамата се развеждат.

## Награди и номинации
Носителка на награди
- 2006: F.A.M.E. награда за любима звезда новобранец на годината.[5][7]
- 2008: AVN награда за най-добра секс сцена само с момичета (видео) – „Бавачки“ (с София Санти, Сами Роудс, Енджи Севидж и Лекси Тайлър).[17]
- 2010: AVN награда за най-добра групова секс сцена във филм – „2040“ (с Джесика Дрейк, Микайла Мендес, Кърстен Прайс, Кейлани Лей, Тори Лейн, Джейдън Джеймс, Кайла Карера, Брад Армстронг, Роко Рийд, Маркус Лондон, Мик Блу, Т. Джей Къмингс и Ранди Спиърс).[18]
- 2011: AVN награда за най-добро тяло (награда на феновете).[19]

Номинации
- 2007: Номинация за AVN награда за най-добра нова звезда.[5][20]
- 2008: Финалистка за F.A.M.E. награда за най-горещо тяло.[21]
- 2009: Финалистка за F.A.M.E. награда – любими гърди.[22]
- 2009: Финалистка за F.A.M.E. награда за най-горещо тяло.[22]
- 2009: Финалистка за F.A.M.E. награда за любимо дупе.[22]
- 2009: Номинация за Hot d'Or награда за най-добра американска актриса.[23]
- 2010: Номинация за AVN награда за най-добра актриса.[24]
- 2010: Финалистка за F.A.M.E. награда за най-горещо тяло.[25]
- 2010: Финалистка за F.A.M.E. награда за любими гърди.[25]
- 2010: Финалистка за F.A.M.E. награда за любимо дупе.[25]
- 2010: Финалистка за F.A.M.E. награда за любима орална звезда.[25]
- 2010: Финалистка за F.A.M.E. награда за най-горещо тяло.[25]
- 2010: Номинация за F.A.M.E. награда за любима орална звезда.[26]
- 2010: Номинация за NightMoves награда за най-добра изпълнителка.[27]
- 2012: Номинация за NightMoves награда за най-добро тяло.[28]
- 2012: Номинация за AVN награда за най-добра поддържаща актриса.[29]
- 2012: Номинация за AVN награда за най-добра групова секс сцена само с момичета – „Секси“ (с Кейлани Лей и Бранди Анистън)..[29]
- 2013: Номинация за AVN награда за най-добра актриса – „Следващата петък вечер“.[30][31]

Други
- Juliland.com’s September 2010 jGrrl[32][33]
- 2008: Пентхаус любимец за месец април.[8][34]
- Twistys Treat за месец май 2007 г.[35]